# Luigi Ganna
Luigi Ganna (1. december 1883 – 2. oktober 1957) var en italiensk professionel landevejscykelrytter. Højdepunktet i hans karriere kom, da han vandt den første udgave af Giro d'Italia i 1909.
Han blev født i Induno Olona nær Varese i Lombardiet.